# باب الحارة (الجزء السابع)
باب الحارة الجزء السابع هو جزء سابع تابع للمسلسل الشهير باب الحارة عرض في رمضان 2015.من بطولة عباس النوري،ايمن زيدان،صباح جزائري،وائل شرف،كندا حنا،سليم صبري

## القصة
استكمالًا لأحداث الأجزاء الستة السابقة، يستكمل المسلسل حكايات حياة (الشام) في ثلاثينيات القرن العشرين، مرورًا بمعاهدة 1936 التي مهدت لاستقلال (سوريا) متوازيًا مع ظهور قصة حب بين (معتز) الشاب المسلم، والفتاة اليهودية (سارة)، ورغبته في الزواج منها، مما يشعل نيران الفتنة في الحارة، وتقاطعًا مع أحداث الاحتلال الفرنسي للبلد.

## الممثلون
- عباس النوري، أبو عصام
- أيمن زيدان، أبو ظافر
- صباح الجزائري، سعاد
- ليليا الأطرش، لطفية
- هدى شعراوي، أم زكي
- ميلاد يوسف، عصام
- سحر فوزي، شهيرة أم بشير
- أمية ملص، بوران
- شكران مرتجى، فوزية
- صباح بركات، أم حاتم
- سليم صبري، أبو حاتم
- أمانة والي، حنه
- كندة حنا، سارة
- جهاد سعد، موسى
- يامن حجلي، نسيم
- شادي زيدان، هلال
- مرح جبر، أم ظافر
- ميسون أبو أسعد، ناديا
- معتصم النهار، ظافر
- يحيى بيازي، خاطر
- عادل علي، الشيخ عبد العليم
- أيمن بهنسي، أبو كاسم
- زهير رمضان، أبو جودت
- هيثم جبر، أبو الحكم
- وائل شرف، معتز
- أناهيد فياض، دلال
- حسام الشاه، عبدو
- ليا مباردي، بهيه
- راما الراشد، هدى
- هلا يماني، فايزة
- لوريس قزق، سميرة
- جانيار حسن، نعمه
- خلود عيسى، شريفة
- فداء كبرا، مطيعة
- عهد ديب، خيرية
- عبدالرحمن قويدر، قاعود
- تاج حيدر، جميلة
- سناء سواح، أم موريس
- فادي الشامي، سمعو
- رشا رستم، هاجر
- وسيم الرحبي، جان
- جمال قبش، الكوموندان
- أسامة حلال، بشير
- أمجد الحسين، محمود الحوراني
- علي كريم، أبو النار
- سعد الغفري، سلوم
- نضير لكود، خاحام نعون
- محمد قنوع، سعيد
- ماسة الجمال، هدية
- محمد خير الجراح، أبو بدر
- جمال العلي، تنكة
- مصطفى الخاني، النمس
- وفاء الموصللي، فريـال خانم
- حكمت داوود، جانو
- أدهم بسام الملا، سليم
- نور السمان، سعاد الصغيرة
- جرجس جبارة، أبو فارس
- سامر شالاتي، مرزوق
- أحمد محاسنة، رستم
- شام قبراوي، شهيرة الصغيرة
- عبدالسلام غبور، أبو رشاد